# Nenadîha, Tetiiv
Nenadîha (în ucraineană Ненадиха) este o comună în raionul Tetiiv, regiunea Kiev, Ucraina, formată numai din satul de reședință.

## Demografie
Componența lingvistică a comunei Nenadîha
     Ucraineană (96,92%)
     Rusă (2,44%)
     Alte limbi (0,65%)
Conform recensământului din 2001, majoritatea populației comunei Nenadîha era vorbitoare de ucraineană (96,92%), existând în minoritate și vorbitori de rusă (2,44%).